# Balsamo di tigre

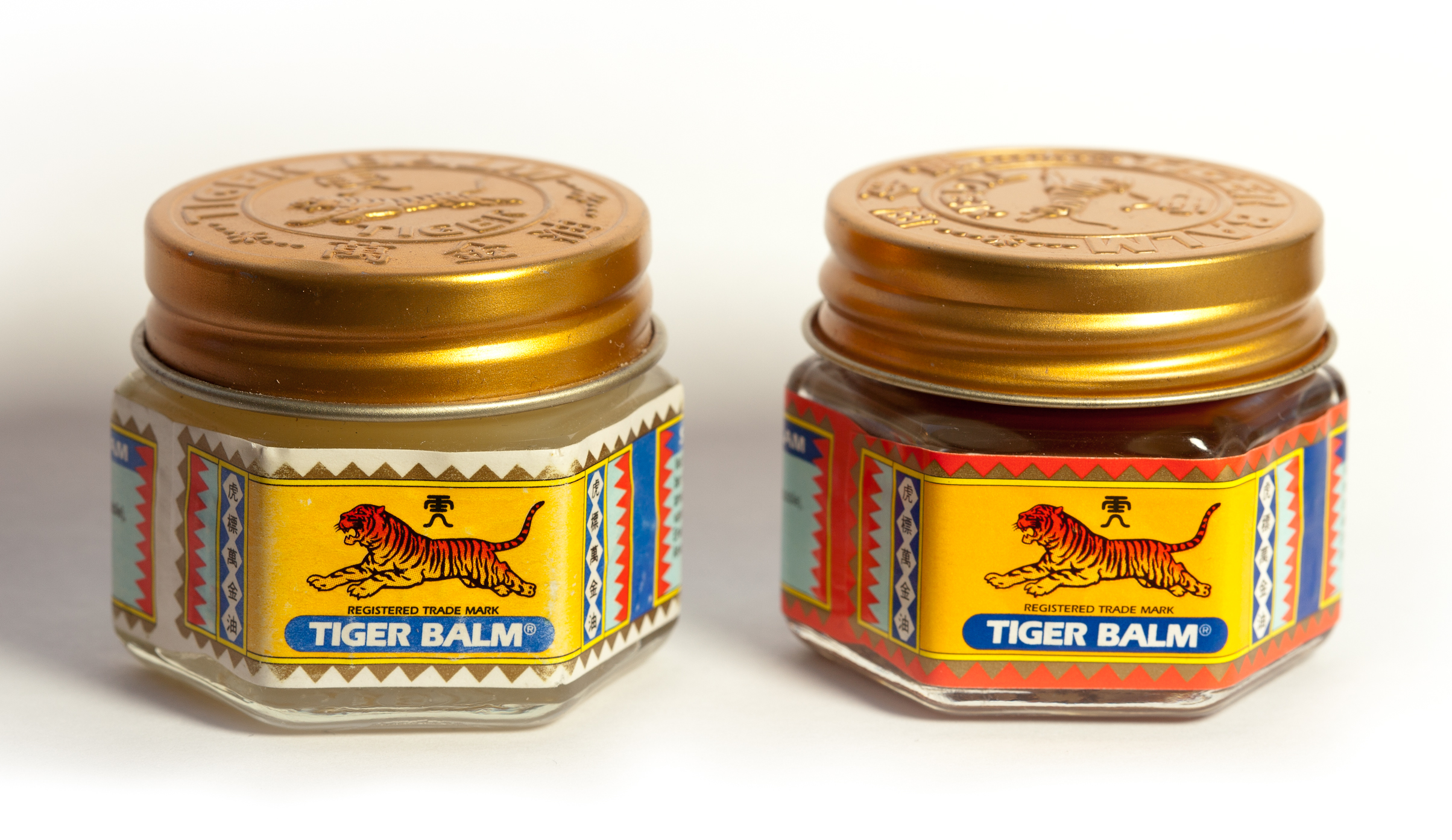
Versioni bianca e rossa del balsamo di tigre Haw Par.

Balsamo di tigre è il nome commerciale di un unguento fabbricato e distribuito dalla Haw Par Corporation Limited di Singapore, che ha registrato il marchio; oggi in commercio se ne trovano vari cloni.

## Storia
Venne originariamente sviluppato a Rangoon (Birmania) nel 1870 dall'erborista Aw Chu Kin che, in punto di morte, chiese ai figli Aw Boon Haw ed Aw Boon Par di perfezionare il prodotto.
Il balsamo di tigre è disponibile in due varianti:
- Balsamo di tigre rosso, più forte, procura un veloce sollievo dal dolore muscolare.
- Balsamo di tigre bianco, più leggero, indicato per mal di testa e congestione nasale.

## Ingredienti
Ci sono ingredienti di base comuni a entrambe le versioni. Questi includono canfora, mentolo, olio essenziale di chiodi di garofano e base di paraffina. Le proporzioni degli oli essenziali non sono le stesse:
La forma rossa contiene circa il 25% di canfora (11-13% nel prodotto venduto nella CEE che vieta percentuali maggiori di canfora), il 10% di mentolo e il 5% di olio essenziale di chiodi di garofano;
La forma bianca contiene circa il 25% di canfora, l'8% di mentolo e l'1,5% di olio essenziale di chiodi di garofano.
Inoltre, altri componenti fanno la differenza.
Pertanto, solo il balsamo di tigre rosso contiene:
Olio di Cajput (7%);
Olio essenziale di menta dementolizzata (6%);
Olio essenziale di cannella cinese (5%), che conferisce a questo balsamo il suo colore rosso.
Il bianco, dal canto suo, contiene olio essenziale di eucalipto (14%).
Il resto è a base di paraffina e petrolato (42,0%)
Con l'aggiunta di idrossido di ammonio il balsamo di tigre diventa rosso (il balsamo di tigre originale non ne contiene e il suo colorito è rosso-arancio).
Il balsamo di tigre, contrariamente alla credenza popolare, non contiene parti di tigre.

## Indicazioni
Il balsamo della tigre può essere usato nei seguenti casi:
La variante rossa contiene canfora e oli essenziali riscaldanti, tra cui cannella e cajput. È un rimedio locale efficace per riscaldare i muscoli e combattere il dolore. Pertanto è piuttosto destinato ad apportare calore profondo alla parte del corpo interessata. Come i cerotti riscaldanti, allevia i dolori muscolari e articolari. Può essere utilizzato per:
- Riscaldamento muscolare prima dell'esercizio;
- Massaggiare per recuperare meglio dopo l'esercizio;
- Mal di schiena ;
- Dolori muscolari: crampi, dolori e contratture;
- Dolori tendinei e articolari: distorsioni, tendiniti, artrosi, reumatismi e vari dolori cronici.
Per applicarlo efficacemente, porre semplicemente una piccola quantità di unguento sulla zona dolorante, quindi eseguire dei delicati massaggi circolari per far penetrare bene il prodotto fino a completo assorbimento. Può essere applicato da 3 a 4 volte al giorno. L'uso simultaneo di una borsa d'acqua calda, un termoforo o un altro dispositivo riscaldante deve essere evitato. Una borsa d'acqua calda può essere usata nell'intervallo fra due applicazioni.
La variante bianca contiene olio essenziale di eucalipto, per cui svolge un'azione rinfrescante e decongestionante. Aiuta a liberarsi di varie infiammazioni e a liberare le vie aeree in caso di raffreddore. L'uso del balsamo di tigre bianca è comune per molti disturbi quotidiani minori;
Può aiutare nei seguenti casi:
- Naso chiuso in caso di raffreddore, sinusite o rinite;
- Emicrania e mal di testa vari;
- Tensioni alla testa, torcicollo;
- Punture di insetti come le zanzare;
- Tosse ;
- Dolori brucianti che possono essere leniti dalla frescura.
Può essere applicato:
- Sulle tempie (mal di testa);
- Sul collo (tensioni);
- Sotto il naso (decongestionante) ;
- Sul petto e sulla schiena (tosse);
- Localmente sulla zona dolorante quando si tratta di un'articolazione che si riscalda.
Applicare il balsamo e massaggiare delicatamente con movimenti circolari fino a completo assorbimento del prodotto. Può essere applicato da 3 a 4 volte al giorno.
Viene anche usato da alcuni studenti di medicina durante le sessioni di dissezione. Applicato su una maschera, il suo forte odore  può coprire quello dei cadaveri.

## Effetti collaterali
Nel 1990, una piccola sperimentazione clinica di 20 pazienti finalizzata a verificare la sicurezza di undici preparati topici a base di erbe comunemente usati a Hong Kong ha concluso che il balsamo di tigre ha causato dallo 0,5 all'1,5% dei casi una lieve irritazione cutanea.
Il balsamo di tigre è controindicato per i bambini di età inferiore ai sette anni e le donne in gravidanza o in allattamento a causa degli oli essenziali che contiene.
Potrebbe esserci il rischio di reazioni cutanee se viene aggiunta o venduta una fonte di calore esterna, come una piastra riscaldante. Non usarlo insieme a bottiglie di acqua calda o piastre riscaldanti.
Non applicare su mucose, occhi e pelle irritata. Le mani rimangono leggermente umide, anche dopo un accurato lavaggio, strofinando gli occhi, dopo l'applicazione, può essere molto sgradevole. Può essere fatale per i bambini se ingerito.
Può causare reazioni allergiche su pelli sensibili, provare su di una piccola area prima dell'uso.